# Velódromo de Burdeos
El Velódromo de Burdeos (en francés: Vélodrome de Bordeaux) es un recinto deportivo que como su nombre lo indica se localiza en Burdeos, al sur de Francia. Fue sede de los Campeonatos de Mundo de Ciclismo en Pista en 1998 y 2006. Se comenzó a construir en 1987 y el velódromo fue inaugurado el 9 de octubre de 1989. El estadio alberga instalaciones de ciclismo y atletismo. El ciclismo de pista se desarrolla en un espacio de 250 metros (270 yardas) de largo. Para el atletismo, hay una pista elíptica de cuatro carriles de 200 m (220 m), una Pista de carreras de velocidad de 60 m (66 m) y áreas para saltos y lanzamientos. Hay asientos para 4.560 espectadores.